# Tim Bowness

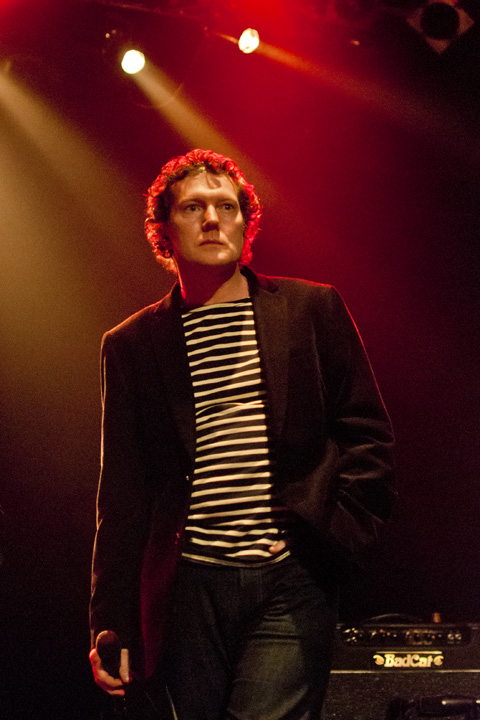
Tim Bowness

Tim Bowness (Latchford, 29 november 1963) is een Engelse singer-songwriter. Zijn muziek leunt tegen ambient en dreampop aan. Hij is enigszins bekend binnen de artrock als gevolg van deelname aan de band No-man, samen met Steven Wilson.

## Leven
Zijn loopbaan begon met concerten en opnamen met de muziekgroep Samuel Smiles. Samen met gitarist Mike Bearpark volgde een aantal opnamen. Zijn voornaamste inkomsten moesten dan wel komen uit de opnamen met No-man. Andere opnamen verschijnen namelijk in eigen beheer of de kleine platenlabels Hidden Art Recordings en Burning Shed, waarvan hij deels eigenaar is.
Bowness stem is te horen op tal van opnamen binnen de progressieve rock. Zo is zijn hese stem te horen op opnamen van OSI, David Torn, Alice, Nosound, White Willow en The Opium Cartel. Ook Richard Barbieri, Steven Wilsons maatje uit Porcupine Tree heeft samen met Bowness een plaat afgeleverd onder de titel Flame. Centrozoon, Darkroom, Henry Fool en folkzangeres Judy Dible schakelden hem in.
In 2004 kwam zijn eerste soloalbum uit via het eveneens kleine platenlabel One Little Indian. Er kwamen wel opvolgers, maar Bowness nam daarvoor zijn tijd. Zijn tweede en derde album verschenen respectievelijk in 2014 en 2015. Ondertussen vulde hij zijn dagen met No-man en Memories of Machines.

## Discografie

### Soloalbums
- 2004: My hotel year
- 2014: Abandoned dancehall dreams
- 2015: Stupid things that mean the world
- 2017: Lost in the ghost light
- 2019: Flowers at the scene
- 2020: Late night laments
- 2020: Modern ruins met Peter Chilvers
- 2022: Butterfly mind

### met Samuel Smiles
- 1999: World of bright futures
- 2000: The way we used to live
- 2001: Live archive one
- 2002: California, Norfolk (alleen met Peter Chilvers)
- 2002: Overstand (alleen met Peter Chilvers)
- 2003: Live archive two

- Bibsys: 10034225
- Bibliothèque nationale de France: cb145927643 (data)
- Gemeinsame Normdatei: 134891066
- International Standard Name Identifier: 0000 0000 5774 305X
- MusicBrainz: 33d2e0b4-0841-4d7e-99c8-ecb45a67df78
- Système universitaire de documentation: 084287993
- Virtual International Authority File: 79838780
- WorldCat: E39PBJc3D9DRXcrcwHt9gJQH4q